# Gammarus arduus
Gammarus arduus is een vlokreeftensoort uit de familie van de Gammaridae. De wetenschappelijke naam van de soort is voor het eerst geldig gepubliceerd in 1975 door G. Karaman.
G. arduus komt voor in het zuid-oosten van Europa; Roemenië, Bulgarije, Griekenland, Albanië en het Europese deel van Turkije. Het is een soort van langzaam tot matig snel stromend zoet water, meestal levend tussen een dichte vegetatie van waterplanten. Waar het in staat is om een vrij hoge mate van organische vervuiling te weerstaan. Op enkele plaatsen is het samen gevonden met Gammarus komareki.
G. arduus is oranjebruin tot grijsachtig van kleur. De mannetjes kunnen 14,5 mm groot worden.